# Aba (Nigeria)
Aba ist eine nigerianische Stadt im Bundesstaat Abia mit knapp 900.000 Einwohnern (Berechnungsstand 2011).

## Geographie
Die Stadt liegt im Südosten Nigerias am Westufer des Aba. Die nächsten größeren Städte sind Port Harcourt im Südwesten, Owerri im Nordwesten, Umuahia im Nordosten, Ikot Ekpene im Osten sowie Ikot Abasi im Südosten.

## Geschichte
Aba war bis zur Einrichtung eines britischen Militärstützpunktes 1901 ein alter Marktort der Igbo. Mit dem Bau der Eisenbahnstrecke nach Port Harcourt 1915 wurde die Stadt ein wichtiger Umschlagplatz für Palmöl und Palmnusskerne.
1929 kam es in Aba mit den Aba-Frauenaufständen zu einem Aufstand der weiblichen Bevölkerung der Stadt gegen die britische Steuerpolitik. Nach der Einnahme der Hauptstadt Enugu des von Nigeria abtrünnigen Bundesstaates Biafra im Oktober 1967 war Aba vorübergehend provisorischer Sitz der Regierung des Staates.

## Wirtschaft
Die Stadt ist ein großes Industrie- und Handelszentrum im Niger-Delta. Eine 30 Kilometer lange Pipeline versorgt Abas Industriegebiet mit Erdgas vom Imo River. Bedeutend sind die Herstellung von Textilien, pharmazeutischen Produkten, Seife, Kunststoffen, Zement, Schuhen und Kosmetik, es gibt auch eine Brauerei und eine Destillerie. Bekannt ist die Stadt auch für ihr Kunsthandwerk.
Die Umgebung von Aba wird landwirtschaftlich genutzt. Es werden Palmöl und Palmnusskerne gewonnen sowie Kolanüsse geerntet.

## Bildung
Aba hat mehrere Oberschulen (darunter eine staatliche School of Arts and Science), eine Lehrerbildungsanstalt sowie mehrere Berufs- und Fachhochschulen.

## Religion
Aba ist seit 1990 Sitz des römisch-katholischen Bistums Aba. Bischofskirche ist die Christkönigs-Kathedrale.
Aba ist ebenfalls Sitz eines Erzbischofs der anglikanischen Church of Nigeria. Ferner ist die Methodistische Kirche Nigeria mit der Wesley Cathedral in Aba vertreten. Und die Kirche Jesu Christi der Heiligen der Letzten Tage hat in Aba mit dem Mormonen-Tempel ein beeindruckendes Gebäude errichtet. 
Weitere christliche der Pfingstbewegung zuzurechnende oder freikirchliche Vereinigungen haben ebenfalls Anhänger in der Stadt. Ferner gibt es einige Moscheen für die muslimischen Einwohner.

## Söhne und Töchter der Stadt
- Adaora Lily Ulasi (1932–2016), Journalistin und Romanautorin
- Orji Uzor Kalu (* 1960), Politiker
- Olu Oguibe (* 1964), Künstler und Publizist
- Pascal Ojigwe (* 1976), Fußballspieler
- Precious Uzoaru Dede (* 1980), Fußballspielerin
- Onyekachi „Tico“ Okonkwo (* 1982), Fußballspieler
- Kalu Uche (* 1982), Fußballspieler
- Ikechukwu Uche (* 1984), Fußballspieler
- Onyekachi Apam (* 1986), Fußballspieler
- Ejike Uzoenyi (* 1988), Fußballspieler
- Samuel Kalu (* 1997), Fußballspieler